# Isole Ons
L'arcipelago delle isole di Ons è un arcipelago spagnolo situato al largo della provincia di Pontevedra composto da due isole: l'isola di Ons e l'isola di Onza. Fanno parte del parco nazionale delle isole atlantiche della Galizia.